# Ancistrus jataiensis
Ancistrus jataiensis  és una espècie de peix de la família dels loricàrids i de l'ordre dels siluriformes. Pot assolir els 5,4 cm de longitud total. Es troba a Sud-amèrica: Brasil.